# Rocksteady
Rocksteady is een muziekstijl die rond 1966 als zodanig in Jamaica ontstond. Het was een opvolger van de ska die daarvoor, sinds de jaren 50, de Jamaicaanse muziekscene domineerde.
Het had in essentie dezelfde ritmische basis, met de bas drum op de 2e en 4e tel (de "after beat"), als de eerdere ska (en de latere reggae), maar rocksteady was langzamer dan ska, en verschilde ook in baslijnen. Was de bas in ska "rollend", in rocksteady volgde de baslijn meer afgesloten, herhaalde, "syncopische" patronen, en kreeg ook deels een ritmische functie. Vaak werd de baslijn/-melodie meegespeeld door een gitaar ter accentuering, vaak door de gitarist Lynn Taitt. Deze gitarist was erg invloedrijk in de rocksteady-periode van de Jamaicaanse muziek (rond 1966-68).
Daarnaast verschenen accent-patronen van de latere reggae. Zo werd de gitaar doorgaans gespeeld op de tweede en vierde tel van de vierkwartsmaat, terwijl de basgitaar de eerste en derde tel benadrukte. De rol van de drums werd wat kleiner, omdat deze deels 
werd geabsorbeerd door de "percussieve" speelstijl van de gitaar en bas. 
Ten opzichte van de eerdere ska werd de bas wat belangrijker in rocksteady, terwijl de blazers minder op de voorgrond kwamen, en meer een ondersteunende rol kregen. In veel gevallen werd de blazerssectie ook vervangen door de keyboard. 
De zang, inclusief harmonie-zang, ontwikkelde zich uitgebreider op de langzamere rocksteady muziek.

## Ontwikkeling
Hoewel de rocksteady-periode als een of twee jaar (tot 1968 toen reggae opkwam) durend genoemd wordt, duurde de periode strikt genomen wat langer.
De rocksteady werd na het ontstaan wel geassocieerd met "rude boys", ruige, marginale jongeren in Jamaica met een bepaalde levensstijl, veelal buiten de wet, hoewel ook deels liefdesliederen in rocksteady werden gemaakt. Verder werd ook maatschappijkritiek, of kritiek op rude boys, via dezelfde rocksteady geuit.

## Artiesten en producers
De producer Duke Reid speelde een belangrijke rol in de rocksteady, omdat veel artiesten rocksteady nummers voor hem/in zijn studio's opnamen. In wat mindere mate speelde echter ook Coxsone Dodd een rol, die in de ska-periode daarvoor domineerde, en andere producers. In de dynamische Jamaicaanse muziekscene verschenen veel Jamaicaanse rocksteady nummers, van verschillende artiesten, ondanks de korte bloeiperiode (1966-68).
Sommige artiesten begonnen in de ska-tijd stapten over op rocksteady, zoals Alton Ellis en the Ethiopians (en zouden na 1968 overgaan op reggae), en ook The Wailers enkele nummers (Nice Time bijvoorbeeld), terwijl ook nieuwe artiesten opkwamen in de rocksteady-periode.
Exemplarisch voor de rocksteady-periode waren bands c.q. vocal groups, zoals: The Gaylads, The Termites, The Uniques, The Techniques, Carlton & the Shoes, The Paragons, the Melodians, en ook the Gladiators en The Three Tops.
Voorbeelden van artiesten die vele Rocksteady songs uitgebracht hadden zijn: Ken Boothe, Bob Andy, Delroy Wilson, Ken Parker, Freddie Notes, Freddie Mc Kay, Slim Smith, Hopeton Lewis en Pat Kelly.
De verschillende artiesten hadden ieder een eigen geluid en stijl en er waren invloeden merkbaar van Amerikaanse soul-muziek, maar ook van Jamaicaanse Afro-folk en mento bij sommige artiesten.
Rocksteady kan historisch dus als een tussenstap naar de reggae worden gezien, waarin de bas ook belangrijk zou blijven.
Interessant is verder dat bepaalde muzikale karakteristieken van rocksteady voortleven in latere (en huidige) reggae, maar ook dat bepaalde instrumentals, of "riddims", die recentelijk opnieuw gebruikt of bewerkt worden om op te zingen, oorspronkelijk van rocksteady-nummers waren, al dan niet in een hedendaags jasje. 
Ook in Nederland bestaan diverse Rocksteady bands, zoals: Rude Rich & The High Notes, Soul Jamaica, Kingston airlines, The Roosterz en The Upsessions.
Hoewel vele bands of artiesten niet meer bestaan of inmiddels heen zijn gegaan, zijn er nog genoeg bands uit die glorierijke periode die nog altijd optreden waar ook ter wereld, en ook dichter bij huis in Nederland, België of Duitsland. 